# Lygisögur
Bei den lygisögur (wörtlich: Lügensagas; Einzahl lygisaga) handelt es sich um etwa 30 Erzählungen, die ungefähr zwischen dem 14. und 16. Jahrhundert in altisländischer Sprache verfasst wurden.
Im Gegensatz zu den Isländersagas, die häufig auf historischen Ereignissen beruhen, ist das Geschehen in den lygisögur vollständig fiktiver Natur. Die Geschichten zeichnen sich durch phantastische Elemente, wie Fabelwesen oder magische Objekte, starke Einflüsse aus anderen Erzählwelten und Epochen sowie die Verwendung nicht-nordischer Namen aus, z. B. Agamenon, Eneas oder Menilaus. Sie sind typischerweise in einer ritterlichen Szenerie nach kontinentaleuropäischem Vorbild sowie an exotischen Orten angesiedelt. Handlungsabläufe und Erzählelemente sind häufig der kontinentaleuropäischen Literatur entnommen. So bezeichnet sich etwa der Protagonist Remund in der Rémundar sage keisarasonar zeitweilig als einn kranki kerrumaðr („ein kranker Karrenmann“), eine Anspielung auf Chrétien de Troyes Le Chevalier de la Charrette. In derselben Saga taucht auch der sagenumwobene Priesterkönig Johannes auf.

Bezeichnend ist der Hang der lygisögur zu repetitiven, schematischen Erzählmustern und Formulierungen, die sowohl innerhalb derselben als auch in verschiedenen Sagas nahezu wortgetreu wiederholt werden. Kampfszenen erscheinen standardisiert, wenn auch oft nur sinn- und nicht wortgleich. Einzelne Formulierungen werden nach einer Art Baukastenprinzip immer wieder zu neuen Erzählungen zusammengesetzt. Typisch sind außerdem völlig übertriebene, unrealistische Gewaltdarstellungen und abstruse Verletzungsmuster:
Einigen wurden die Arme oder die Beine abgehauen, andere in der Mitte durchgetrennt, einer wurde erschossen, ein anderer erstochen. Hier wurde einer versehrt, während ein anderer eingeschläfert wurde; einer zappelte, während ein anderer ganz tot war.
Er schwingt den Teil [der Lanze], den er hat, empor und treibt ihn auf den Helm des Berserkers, daß ihm beide Augen herausfliegen und er vom Pferd fällt und sich den Hals bricht.
Er schlägt nach dem einen [Berserker] mit der Axt, und sie traf in den Kopf, aber aufgrund eines Zaubers biß sie nicht. Dennoch brach der Schädel in kleine Stücke, so daß das Gehirn durch den Mund herausfiel.
In der Literaturwissenschaft wurden die lygisögur lange Zeit stiefmütterlich behandelt, weshalb bislang wenig dazu publiziert wurde. Der Philologe Finnur Jónsson warf den Verfassern einen Mangel an Erfindungsreichtum vor, der in einer „fantasielosen Anhäufung der immer gleichen Motive“ gemündet war. Von den seiner Meinung nach eintönigen Schlachtendarstellungen war er so wenig angetan, dass er empfahl, sie beim Lesen einfach zu überspringen.
Im Deutschen existiert bislang keine allseits anerkannte Bezeichnung für diese Sagagattung. Der mittelalterliche Quellenbegriff lygisögur wird ebenso wie seine direkte Übersetzung „Lügensagas“ von vielen Philologen als pejorativ und unpräzise abgelehnt. Ebenfalls umstritten ist die Kompromissübersetzung Märchensagas, da sie eine Verwandtschaft mit mitteleuropäischen Volksmärchen impliziere, die jedoch nicht bestehe. Als einer von wenigen befürwortet der isländische Philologe Einar Ólafur Sveinsson den altnordischen Begriff lygisögur, da dieser gerade bei denjenigen weniger irreführende Vorstellungen wecke, die des Isländischen nicht mächtig seien.
Da die Handlung in aller Regel in einer ritterlichen Gesellschaft spielt, wird die Gattung gemeinhin auch als „originale riddarasögur“ bezeichnet. Der Zusatz „originale“ dient dabei der Unterscheidung von den „(übersetzten) riddarasögur“, bei denen es sich nur um Bearbeitungen bzw. Übersetzungen kontinentaleuropäischer höfischer Literatur handelt, nicht um nordische Originale. Bisweilen unterscheidet die Fachliteratur auch nur zwischen riddarasögur und lygisögur und geht den Umweg über originale und übersetzte erst gar nicht. Ebenso kommt es vor, dass beide Gattungen unter dem Begriff „romantische Sagas“ zu einer zusammengefasst werden. Der niederländische Philologe Jan de Vries komplettiert dieses Begriffsfindungschaos, indem er „originale“ und „übersetzte riddarasögur“ unter dem Terminus riddarasögur bündelt und diese dann gemeinsam mit den fornaldarsögur, die vor der Besiedlung Islands in Skandinavien spielen, unter lygisögur zusammenfasst.